# サクラサク (Little Nonの曲)
「サクラサク」は、Little Nonの3枚目シングル。2006年2月8日にキングレコードから発売された。
表題曲「サクラサク」は、テレビアニメ『落語天女おゆい』のオープニングテーマとして使用された。ジャケットには、メインキャラクター6人の変身後の姿がプリントされている。

## 収録曲
全作詞・作曲・編曲：Little Non
1. サクラサク [4:17]
2. 少女椿 [3:36]
3. 百合色 [3:54]
4. サクラサク（オリジナル・カラオケ） [4:14]

## タイアップ
| 曲名       | タイアップ                                       |
| ---------- | ------------------------------------------------ |
| サクラサク | テレビアニメ『落語天女おゆい』オープニングテーマ |